# Ophicrania cephalotes
Ophicrania cephalotes är en insektsart som först beskrevs av Bates 1865.  Ophicrania cephalotes ingår i släktet Ophicrania och familjen Phasmatidae. Inga underarter finns listade i Catalogue of Life.